# Jelisaweta Sergejewna Golubewa
Jelisaweta Sergejewna Golubewa, geborene Kaselina (russisch Елизавета Сергеевна Голубева [Казелина]; * 19. September 1996 in Kirowo-Tschepezk) ist eine russische Eisschnellläuferin.

## Werdegang
Jelisaweta Golubewa ist die Tochter der Eisschnelllauftrainer Sergei Kaselin und Olga Kaselina. Ihr Zwillingsbruder Michail Kaselin ist ebenfalls Eisschnellläufer.
Golubewa startete international erstmals bei den Olympischen Jugend-Winterspielen 2012 in Innsbruck. Dort wurde sie Fünfte über 1500 m und jeweils Vierte im Massenstart und über 3000 m. Bei den Juniorenweltmeisterschaften 2014 in Bjugn holte sie in Mini-Vierkampf und über 1500 m jeweils die Bronzemedaille. Im folgenden Jahr gewann sie bei den Juniorenweltmeisterschaften in Warschau im Teamsprint, im Mini-Vierkampf, über 1000 m und 3000 m jeweils die Bronzemedaille. Zu Beginn der Saison 2015/16 startete sie in Calgary erstmals im Weltcup und belegte dabei in der B-Gruppe den 16. Platz über 500 m, den vierten Rang über 1500 m und den zweiten Platz über 3000 m. Außerdem erreichte sie dort mit dem dritten Platz in der Teamverfolgung ihre erste Podestplatzierung im Weltcup. Es folgte in Inzell ein weiterer dritter Platz in der Teamverfolgung. Im Februar 2016 holte sie bei den Einzelstreckenweltmeisterschaften in Kolomna die Bronzemedaille in der Teamverfolgung. In den Einzelrennen lief sie auf den 22. Platz über 1000 m und auf den 19. Rang über 1500 m. Im folgenden Monat gewann sie bei den Juniorenweltmeisterschaften in Changchun die Bronzemedaille über 500 m und jeweils die Goldmedaille über 1000 m, 1500 m, 3000 m, im Mini-Vierkampf und im Teamsprint. In der Saison 2016/17 errang sie in Harbin den zweiten Platz und in Nagano, Astana und Stavanger jeweils den dritten Platz in der Teamverfolgung. In der folgenden Saison holte sie im Teamsprint in Heerenveen, Calgary und in Minsk ihre ersten Weltcupsiege. Bei den Europameisterschaften 2018 in Kolomna gewann sie zusammen mit Angelina Golikowa und Olga Fatkulina die Goldmedaille im Teamsprint. Zudem kam sie dort auf den 12. Platz über 1500 m und auf den neunten Rang im Kleinen Vierkampf. In der Saison 2018/19 errang sie in Obihiro und in Tomakomai jeweils den dritten Platz in der Teamverfolgung und in Tomaszów Mazowiecki den zweiten Platz in der Teamverfolgung. Im Oktober 2018 wurde sie in Kolomna russische Meisterin im Massenstart. Bei den Einzelstreckenweltmeisterschaften 2019 in Inzell gewann sie im Massenstart und in der Teamverfolgung jeweils die Bronzemedaille. Zudem belegte sie dort den neunten Platz über 1500 m.
Am 20. März 2020 heiratete Jelisaweta Kaselina den Eisschnellläufer Kirill Golubew (* 1993; Goldmedaille über 1500 m bei der Winteruniversiade 2017) und trägt seitdem den Familiennamen Golubewa.

## Persönliche Bestzeiten
- 500 m 38,37 s (aufgestellt am 9. Dezember 2017 in Salt Lake City)
- 1000 m 1:13,45 min (aufgestellt am 11. Dezember 2021 in Calgary)
- 1500 m 1:51,41 min (aufgestellt am 16. Februar 2020 in Salt Lake City)
- 3000 m 4:05,20 min (aufgestellt am 13. November 2015 in Calgary)
- 5000 m 7:17,50 min (aufgestellt am 20. November 2015 in Salt Lake City)

## Teilnahmen an Weltmeisterschaften und Olympischen Winterspielen

### Olympische Spiele
- 2022 Peking: 7. Platz 1500 m, 15. Platz Massenstart

### Einzelstreckenweltmeisterschaften
- 2016 Kolomna: 3. Platz Teamverfolgung, 19. Platz 1500 m, 22. Platz 1000 m
- 2019 Inzell: 3. Platz Teamverfolgung, 3. Platz Massenstart, 9. Platz 1500 m
- 2020 Salt Lake City: 3. Platz 1500 m, 4. Platz Teamverfolgung, 20. Platz Massenstart
- 2021 Heerenveen: 3. Platz 1000 m, 3. Platz Teamverfolgung, 7. Platz 1500 m, 15. Platz Massenstart

### Mehrkampfweltmeisterschaften
- 2019 Calgary: 16. Platz Kleiner Vierkampf
- 2020 Hamar: 10. Platz Kleiner Vierkampf

## Weltcupsiege im Team
| Nr. | Datum             | Ort                 | Disziplin        |
| --- | ----------------- | ------------------- | ---------------- |
| 1.  | 12. November 2017 | Heerenveen          | Teamsprint 1     |
| 2.  | 1. Dezember 2017  | Calgary             | Teamsprint 1     |
| 3.  | 18. März 2018     | Minsk               | Teamsprint 1     |
| 4.  | 23. November 2019 | Tomaszów Mazowiecki | Teamverfolgung 2 |